# Bludowscy

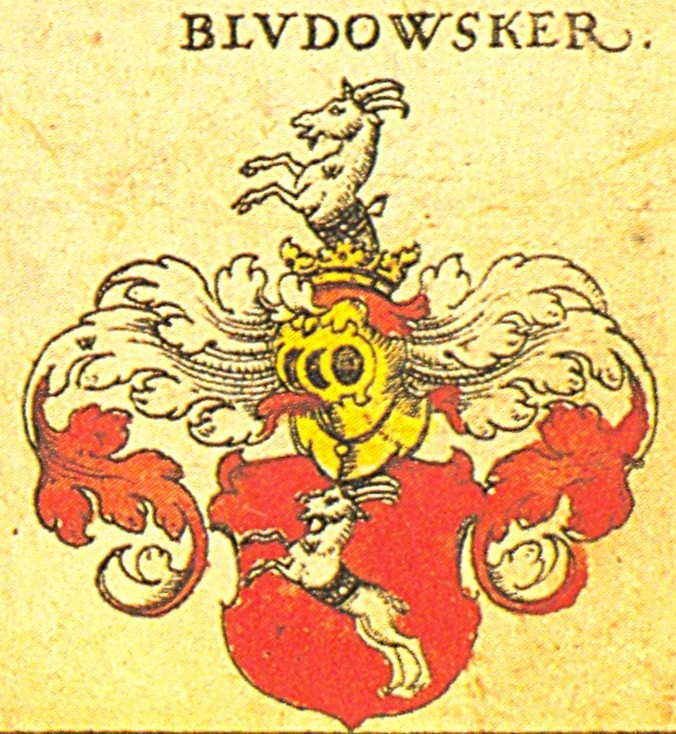
Herb Bludowskich herbu Kozioł

Bludowscy – śląska rodzina szlachecka herbu Kozioł pochodząca z Błędowic (Bludowic) Dolnych na Śląsku Cieszyńskim. Za jej założyciela uznać można Jana Bludowskiego, po raz pierwszy wzmiankowanego w 1461. W okresie reformacji zmieniła wyznanie na ewangelickie. W następnych latach ród rozgałęził się na trzy linie: ochabsko-jaworsko-górecką, orłowsko-łazską i hażlaską. Do największego znaczenia doszła linia hażlaska, której najznamienitszym przedstawicielem był Jerzy Fryderyk Bludowski, zaś najdłużej przeżyli przedstawiciele linii orłowskiej, której ostatnia przedstawicielka – Helena Gösch-Bludowska zmarła w 1915.

## Historia
Błędowice były po raz pierwszy wzmiankowane w 1335 jako Bluda. Jako założyciela wsi podaje się czasem w źródłach osobę imieniem Bluda z Jiczyna, wzmiankowanego w 1297 jako et fideles nostri comites de Vriburch Bludo; Bludone dicto de Hycin. Ród Bludoviców był już prawdopodobnie w pierwszej połowie XIII wieku właścicielem niedalekiej osady Paskov.
Początkowo w średniowieczu właścicielami Dolnych i Górnych Błędowic byli Bludowscy herbu Kornic. W dokumencie z 1461 r. pojawia się już jednak Jan Bludowski z Błędowic Dolnych, który jest pierwszym przedstawicielem osobnej rodziny, być może spokrewnionej lub wywodzącej się z rodu Wilczków z Dobrej, na co wskazywać by mogło podobieństwo herbów – Bludowskich, przedstawiających na czerwonym tle zwróconego w lewo białego kozła wspiętego na tylnych nogach i przepasanego czarną wstęgą obramowaną złotem. W 1528 Jan Bludowski (ten sam, co w 1461 lub jego syn) otrzymał od Jana z Pernštejnu, regenta cieszyńskiego, potwierdzenie rodzinnych przywilejów w Dolnych Błędowicach, które wkrótce sprzedał, zaś w 1532 zakupił Hażlach. W 1531 był również krótko starostą cieszyńskim. 
Kolejny przedstawiciel rodu – Kasper, syn Małgorzaty Tschammer z Iskrzyczyna, gospodarz na Hażlachu i asesor sądu ziemskiego Księstwa Cieszyńskiego, mąż Doroty Kralickiej z Kralic. Ich synem był Joachim, który w 1597 zakupił Kończyce Wielkie, Stanisłowice i bobrecki folwark. Został on doradcą księcia Adama Wacława i podobnie jak ojciec – asesorem ziemskiego sądu, a w okresie reformacji ewangelikiem, co było również wyznacznikiem większości przyszłych przedstawicieli tego rodu. Dwukrotnie żonaty, a jego drugą żoną została Ewa Larisch z Lhoty/Ligoty, zmarły 27 kwietnia 1607 r., zaś jego epitafium zachowane jest w zbiorach Muzeum Śląska Cieszyńskiego w Cieszynie. Trzech dorosłych synów Joachima założyło trzy linie rodowe Bludowskich herbu Kozioł: najliczniejszą Adama w Ochabach, Jaworzu i Górkach, najdłużej przetrwałą Joachima w Orłowej i Łazach, najbogatszą Fryderyka w Hażlachu.

### Adam Bludowski i jego potomkowie
Zanim w 1614 Adam zakupił Ochaby Wielkie, posiadał Kończyce Wielkie, które jednak oddał macosze Ewie, która to wyszła za mąż po raz drugi za Mikołaja Starszego Wilczka. W swoim życiu Adam był również asesorem sądu ziemskiego i właścicielem Międzyświecia. Po śmierci w 1649 z sześciu jego synów z dwóch małżeństw, dwóch posiadało dzieci: Mikołaj, rotmistrz krajowy, komisarz cieszyńskiego księstwa i pan na Ochabach (wraz z Janem Radockim) oraz Jan, starostwa państwa bielskiego i pan Dolnego Jaworza. Linia Bludowskich kontynuowana była głównie przez synów Mikołaja: Jana Adama, pana na Górnych Marklowicach, oraz zmarłego nie później niż w 1747 Mikołaja Młodszego, pana na Górkach Wielkich i Małych, przełożonego ewangelickiego zboru przy Kościele Jezusowym w Cieszynie.

### Joachim Bludowski i jego potomkowie

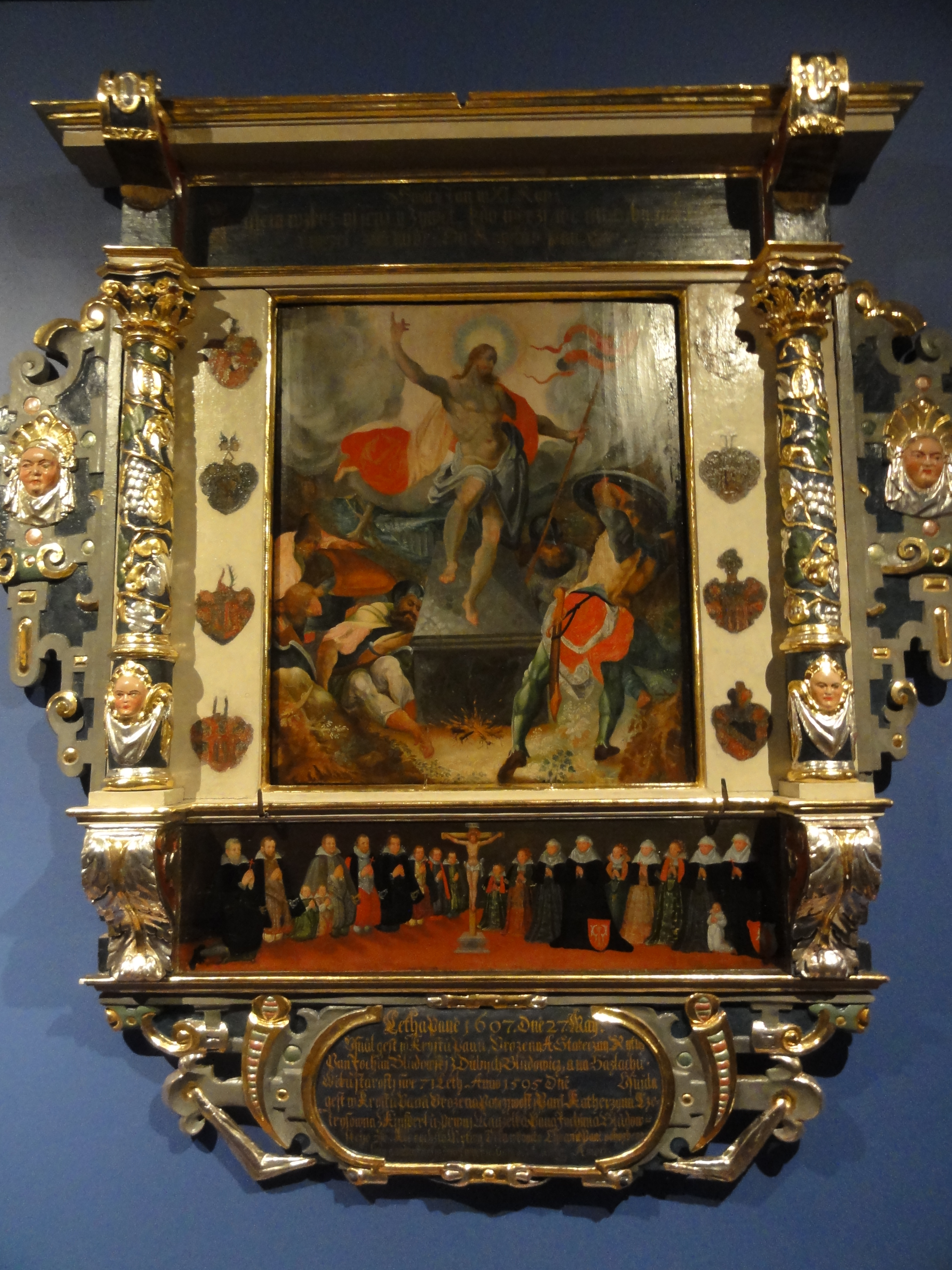
Epitafium Joachima Bludowskiego (1620) w Muzeum Śląska Cieszyńskiego

Joachim Bludowski zakupił od Wacława Cygana w 1615 Orłową i Łazy, a później został też właścicielem Kończyc Małych. W 1620 ożenił się z Marią Czelo z Czechowic, w swoim życiu był też dowódcą wojskowym króla polskiego Zygmunta III Wazy. Umarł w 1638, a jego syn do majątku ojca dołączył w 1646 Grodziszcze dzięki ożenkowi z Magdaleną Kloch z Kornic na Bestwinie. Ich synowi i kolejnemu potomkowi rodu imieniem Joachim chyba jako pierwszemu udało się ukończyć uczelnię wyższą. Był dwukrotnie żonaty: w 1692 z Heleną Rosiną von Heugel i z Joanną Christian Wüttky von Wüttgenau. Jedynymi synami Joachima, którzy przeżyli ojca, byli Leopold Erdmann Bludowski, pan na Błędowicach Średnich, i Ernest Leberecht Bludowski, który odziedziczył pozostałe dobra rodzinne w 1738, a dzięki ożenkowi z Elżbietą Konstancją Marklowską w 1748 otrzymał także Marklowice Górne. Ernest był również m.in. starostą państwa wodzisławskiego i asesorem cieszyńskiego konsystorza ewangelickiego od 1754. W 1765 ukończył budowę nowego zamku w Orłowej, zmarł w 1778. Z jego potomków majątek rodzinny poszerzyli: zmarły w 1808 Ernest Christian Leberecht Bludowski, który w 1781 zakupił Żuków Górny, a w 1800 Simoradz; Magnus Joachim Leopold Bludowski, po ślubie na zamku Wiegstein k. Raciborza w 1789 z Karoliną baronową von Wittorf zakupił na Pruskim Śląsku Łaziska Średnie (później sprzedane). Z powyższymi rodzinnym majątkiem współgospodarzyła Ernestyna, której śmierć w 1819 roku była równoznaczne z wymarciem protestanckich stanów w Księstwie Cieszyńskim. Po nich majątek odziedziczył jeszcze syn Magnusa — Ernest Antoni (1790—1858), który w 1832 ożenił się we Francji z Marie Jeannette de Villandry i od tego czasu tam właśnie głównie przebywał. Ernest Antoni Bludowski począł kolejno pozbywać się swych dóbr w Cieszyńskiem: wpierw Simoradz, Orłową i Łazy w 1833 (w posiadaniu których znalazł się ród Mattencloit), najpóźniej Żuków Górny. Zmarł w 1855. Miał troje dzieci dzieci: córkę i dwóch synów, z których jeden — Hugon (1835—1911) był ostatnim męskim przedstawicielem rodu Bludowskich herbu Kozioł. Córka zaś — Helena Gösch-Bludowska (1841—1915) jeszcze przed śmiercią przyjeżdżała do Cieszyna by poznać swe rodzinne strony i przekazała w darze Muzeum Śląska Cieszyńskiego kolekcję portretów członków rodziny Bludowskich.

### Fryderyk Bludowski i jego potomkowie

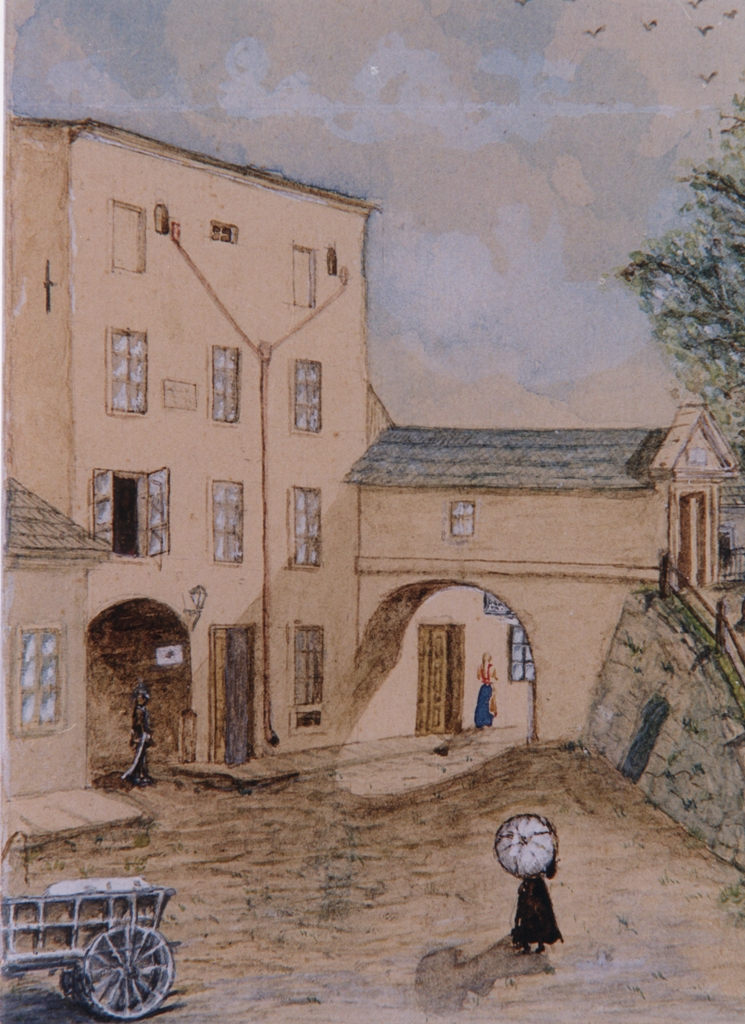
Kamienica Bludowskich w Cieszynie ok. 1900 roku

Hażlaską i najbogatszą linię Bludowskich założył Fryderyk, który w 1619 ożenił się z Katarzyną Czelo z Czechowic, która w posiadanie małżeństwa wniosła Drogomyśl, Pruchną, Rychułd oraz Bąków. Majątek ten odziedziczył po nich ich najmłodszy syn — Jerzy Fryderyk Bludowski (ur. 1620). Był on swego czasu asesorem sądu ziemskiego, a w okresie kontrreformacji ukrywał u siebie ewangelickich księży. Ożeniony z Anną Marią Arras z Arrensdorfu, zmarły rok po swej żonie w 1680. Ich epitafium znajduje się w hażlaskim kościele, a ufundowane ono zostało przez ich spadkobiercę i najbardziej znanego przedstawiciela całego rodu — Jerzego Fryderyka Bludowskiego (1655—1730). Kształcony w gimnazjum we Wrocławiu, później na Uniwersytecie w Tybindze, ożenił się w 1685 z hrabianką Colonna von Fels Joanną Sidonią, a uroczystość tę upamiętnia tablica w fasadzie kamienicy na Starym Mieście w Cieszynie, pierwotnie z XV wieku, później zajmowanej przez jezuitów, którą zakupił i przebudował Bludowski w 1719 r. (następnie mieszczącej mennicę książęcą, a dziś Książnicę Cieszyńską). W 1687 Jerzy Fryderyk Bludowski otrzymał tytuł barona (niem. Freiherr), a do ojcowizny dołączył szereg miejscowości na Śląsku Cieszyńskim, po czym posiadał łącznie ok. 10% jego terytorium. Był też jednym z największym sponsorów Kościoła Jezusowego, gdzie został pochowany (aczkolwiek grobowiec się nie zachował). Majątek po ojcu odziedziczył dwie córki: większą część Gottlieba Agneta, dwukrotnie zamężna: z Erdmannem Sylwiuszem Trachem, górnośląskim szlachcicem, oraz Ernestem Christofem hrabiem von Manteuffl. Jako że jej drugi mąż związany był z Saksonią, od 1717 roku mieszkała ona w Dreźnie i Berlinie, a po 1740 w Wiedniu uprzednio sprzedając swój majątek na Śląsku, m.in. dobra w okolicach Pruchnej i Drogomyśla Chrystianowi Kalischowi w 1737. Mniejszą część majątku po ojcu odziedziczyła jego druga córka – Maria Luiza, od 1715 żona Adolfa Bogusława von Schmeling, pana Neuenhagen na Pomorzu, który stał się dzięki temu również właścicielem Hażlacha i tamtejszego zbioru ksiąg, które później przekazał tzw. Bibliotece Tschammera.